# Чиредзи
Чиредзи (енгл. Chiredzi) је у Зимбабвеу 203 km југоисточно од града Машвинга. Налази се у близини реке Рунде, која има притоку звану Чиредзи.Чиредзи опслужује мали међународни аеродром под називом „Buffalo Range Airport“.Болница "Hippo Valley" је један од бројних центара за лечење ХИВ или АИДС у покрајини.Попис становништва из 2002. године забележио је 26.129 становника града.
| Надмоска висина    | 429 m    |
| Падавине           | 550mm    |
| Средње температуре |          |
| Најтоплији месец   | 25 °C.   |
| Најхладнији месец  | 17 °C.   |
| Број становника    | 16.000   |
| Провинција         | Машвинго |